# Karl Adolph Gjellerup
Karl Gjellerup, né le 2 juin 1857 à Roholte et mort le 13 octobre 1919 à Klotzsche près de Dresde en Allemagne, est un poète, dramaturge et romancier danois qui reçut avec son compatriote Henrik Pontoppidan le prix Nobel de littérature en 1917.

## Biographie
Karl Gjellerup est le fils d'un pasteur luthérien qui meurt lorsqu'il a trois ans. Il est élevé par un pasteur de sa famille qui était poète et connaissait plusieurs langues, à savoir l'oncle du médecin Johannes Fibiger. Il passe son baccalauréat et s'inscrit à des études de théologie en 1874. Mais en cours de route, il perd peu à peu la foi, en raison de ses lectures d'œuvres contemporaines. Il se rapproche alors de Georg Brandes et devient l'un de ses partisans avant de s'en éloigner quelque temps après.
Pour la publication de ses premières œuvres, il utilise le pseudonyme Epigonos. Son œuvre est imprégnée d'un idéalisme et aussi de romantisme. Il s'est largement inspiré des auteurs allemands tels Schiller et Heine. Grand admirateur de Richard Wagner, il trouve aussi dans l'œuvre du compositeur allemand les thèmes de plusieurs de ses récits et pièces.
Il se marie en 1887, et dédie son premier roman Minna à sa femme. Son second roman, Le Moulin, paraît en 1896. Ces deux œuvres romanesques sont les plus publiées et traduites de l'auteur. Il a également traduit une partie de ses œuvres en allemand. Ses dernières titres sont plus imprégnés d'un mysticisme, qui le rapproche de Schopenhauer.
Il s'installe à Dresde en 1892, il meurt en 1919 à Klotzsche. Il est inhumé au vieux cimetière de Klotzsche.

## Œuvres

### Romans
- 1889 : Minna Publié en français sous le titre Minna, traduit par Pierre Barkan, Paris, Presses du Compagnonnage, Collection des prix Nobel de littérature, 1960
- 1896 : Møllen (Le Moulin)
- 1897 : Ved graensen (À la frontière)
- 1906 : Pilgrimmen Kamanita (Le Pèlerin Kamanita)
- 1910 : Verdens-Vandrerne (Le Voyageur du monde)
- 1913 : Rudolf Stens landpraxis (Rudolf Stens, médecin de campagne)
- 1917 : Den Gyldne gren (Le Rameau d'or)

### Nouvelles
- 1878 : En Idealist (sous pseudonyme Epigonos)
- 1879 : Det unge Danmark (Le jeune Danemark)
- 1883 : Romulus
- 1883 : G-Dur

### Récits
- 1880 : Antigonos
- 1882 : Germanernes Laerling (Le Disciple des Germains)
- 1884 : En klassisk maaned (Un mois classique)
- 1885 : Vandreaaret (Un an de vagabondage)
- 1887 : En Arkadisk legende (Une légende d'Arcadie)
- 1893 : Ti koner og andere fortaellingen (Dix couronnes et autres histoires)
- 1894 : Pastor Mors
- 1910 : Villaen ved havet (La Villa au bord de la mer)

### Recueils de poésie
- 1881 : Rødtjørn
- 1882 : Aander og tider (Esprits et temps)
- 1887 : Helikon
- 1887 : Kampen med Musarne (La lutte avec les Muses)
- 1889 : Min kaerligheds bog (Mon livre d'amour)
- 1898 : Fabler (Fables)
- 1910 : Fra vaar til høst (Du printemps à l'automne)

### Essais
- 1890 : Richard Wagner i Hans Hovedvaerk « Niebelungenring »
- 1897 : Konvolutten (L'Enveloppe)
- 1916 : Guds venner (Amis de Dieu)

### Théâtre
- 1884 : Brynhild (tragédie)
- 1886 : Saint-Just (drame)
- 1888 : Bryllupsgaven (comédie)
- 1888 : Hagbard og Signe (drame)
- 1891 : Herman Vandel (drame)
- 1893 : Kong Hjarne skjald (drame)
- 1893 : Wuthhorn (drame)
- 1894 : En Million
- 1895 : Hans Excellence (drame)
- 1898 : Gift og modgift (comédie)
- 1907 : Den fuldendtes hustru (drame)